# خورخي أوبيكو كاستانيدا
خورخي أوبيكو ذ كاستانيدا (بالإسبانية: Jorge Ubico Castañeda) (10 نوفمبر 1878 - 14 يونيو 1946)، الملقب رقم خمسة (على أساس الحروف من اسم جورج) أو كما نابليون وأمريكا الوسطى، وكان الحاكم السلطوي غواتيمالا من 14 فبراير 1931 إلى 4 يوليو 1944. جنرال في الجيش الغواتيمالي، انتخب لمنصب الرئاسة في عام 1931، في الانتخابات حيث كان المرشح الوحيد. وتابع اسلافه سياسات إعطاء تنازلات ضخمة لشركة الفواكه المتحدة وملاك الأراضي الأثرياء، فضلا عن دعم ممارسات العمل الوحشي بهم. أن تطيح به انتفاضة مؤيدة للديمقراطية في عام 1944، والتي أدت إلى الثورة الغواتيمالية لمدة عشر سنوات.

## مزيدا من القراءة
- Arévalo Martinez, Rafael (1945). ¡Ecce Pericles! (بالإسبانية). Guatemala: Tipografía Nacional. Archived from the original on 2019-10-18.
- Bucheli، Marcelo؛ Read، Ian (2006). "Banana Boats and Baby Food: The Banana in U.S. History". في Topik, Steven; Marichal, Carlos; Frank, Zephyr (المحرر). From Silver to Cocaine: Latin American Commodity Chains and the Building of the World Economy, 1500-2000. Durham: Duke University Press. ISBN:978-0-8223-3766-9. مؤرشف من الأصل في 2020-05-08.{{استشهاد بكتاب}}:  صيانة الاستشهاد: أسماء متعددة: قائمة المحررين (link)
- Grieb, Kenneth J. (1979). Guatemalan Caudillo: The Regime of Jorge Ubico 1931–1944. Athens: Ohio University Press. ISBN:0-8214-0379-6. OCLC:4135828.
- LaFeber، Walter (1993). Inevitable revolutions: the United States in Central America. W. W. Norton & Company. ص. 77–79. ISBN:9780393309645. مؤرشف من الأصل في 2019-11-13.
- Samayoa Chinchilla, Carlos (1950). El Dictador y yo (بالإسبانية). Guatemala City: Imprenta Iberia. OCLC:5585663.